# Клятва (фильм, 2012)
«Клятва» (англ. The Vow) — американская мелодрама режиссёра Майкла Сакси, основанная на реальных событиях. В главных ролях Ченнинг Тейтум и Рэйчел Макадамс. Мировая премьера прошла 9 февраля 2012 года (в России — 1 марта 2012 года).

## Сюжет
Во время своей четвёртой годовщины Пейдж Коллинз и её муж Лео попадают в автокатастрофу. Пока жена находится в коме, Лео не отходит от её больничной кровати ни на час, но возвращение девушки к жизни омрачено потерей памяти — она не узнаёт любимого и не помнит ничего об их, как им казалось, вечной любви. Пейдж забывает последние 4 года жизни, за которые она круто изменила свою жизнь, став другим человеком.
Пытаясь восстановить память, некоторое время Пейдж живёт в квартире Лео, который всячески старается помочь ей вспомнить их любовь. Родственники Пейдж, узнав о потере памяти, незамедлительно к ней приезжают, и Пейдж с удивлением узнаёт, что Лео до этого никогда не был с ними знаком; причины объяснить никто не может. Продолжая стараться, Лео приводит Пейдж в студию, где она работала над скульптурами, включает её музыку, но громкая музыка и обстановка студии раздражают девушку, и между Пейдж и Лео вспыхивает ссора. Пейдж уезжает жить к родителям, тем более, что её сестра Гвен вскоре должна выйти замуж.
Пейдж пытается вспомнить, почему прекратились её отношения с Джереми, с которым она была помолвлена. Сам Джереми за это время сошёлся с другой девушкой, но быстро даёт понять, что не потерял влечение к Пейдж. На её вопрос о разрыве помолвки он даёт неоднозначный ответ. Однажды Пейдж приходит к Джереми на работу, флиртует с ним и целуется, но это не возвращает ей утраченных воспоминаний.
Даже после того, как Пейдж уехала жить к родителям, Лео не теряет надежды возродить их любовь и зовет девушку на свидание. Он показывает Пейдж парковку, где они впервые встретились, в ресторанчике, где часто они проводили время, предлагает сыграть в «шоколадную рулетку» — есть вкусные и не очень конфеты из коробки, выбирая их наугад. В конце свидания Лео везёт Пейдж к озеру, где они решили купаться каждый месяц после того, как услышали рассказ одного 70-летнего официанта. Был апрель, вода в озере была холодной, но молодые люди все же искупались и замерзшие побежали греться в машину, где Пейдж протянула к Лео замерзшие руки, а он согрел их своим дыханием.
На свадьбе Гвен, отец Пейдж предлагает Лео оставить попытки вернуть свою любимую и дать Пейдж развод. Лео отказывается. Чуть позже к Лео подходит Джереми и рассказывает о недавнем поцелуе с Пейдж в своем офисе. Джереми утверждает, что он вновь будет с Пейдж и сегодняшнюю ночь проведет с ней в постели. Лео бьёт Джереми по лицу. В попытке понять что происходит, Пейдж выясняет с Лео отношения, признаваясь ему, что так ничего и не помнит об их любви. Лео уходит, поверив в то, что все попытки вернуть любовь оказываются безуспешными
Не в силах добиться любви жены второй раз, Лео соглашается на развод. Однако вскоре после развода Пейдж случайно встречает свою старую подругу Дайану, которая ничего не знает об её амнезии. Она извиняется перед Пейдж за то, что когда-то завела роман с её отцом, непреднамеренно раскрывая, почему Пейдж разорвала общение с семьёй. Лео тоже это знал, но решил не говорить, не желая снова разлучать Пейдж с родными. Она требует у матери объяснений, и та рассказывает, что решила простить мужа во имя всех его правильных поступков вместо того, чтобы наказать за единственную ошибку. Пейдж осознаёт справедливость слов Лео, что в такой обстановке к ней память не вернётся. Она бросает юридический университет, куда восстановилась после потери памяти, и решает жить отдельно, сняв квартиру в городе. У девушки вновь появляется интерес к скульптуре, и она возвращается в институт искусств, где училась до амнезии. В общем, девушка во второй раз круто меняет свой образ жизни и становится той, которая когда-то и влюбилась в Лео. Однажды её навещает Джереми и говорит, что расстался со своей девушкой ради неё, но Пейдж его отвергает.
Однажды, разбирая свои вещи, Пейдж находит свою клятву, написанную на проспекте меню кафе, которую она давала, выходя замуж за Лео. В один из зимних вечеров Пейдж встречает Лео у дверей этого кафе, откуда они и начинают новый жизненный путь вместе.

## В ролях
- Рэйчел Макадамс — Пэйдж Коллинз[2]
- Ченнинг Тейтум — Лео Коллинз[2]
- Сэм Нилл — Билл Торнтон, отец Пэйдж[3]
- Джессика Лэнг — Рита Торнтон, мать Пэйдж[3]
- Джессика Макнейми — Гвен, сестра Пэйдж[4]
- Скотт Спидмен — Джереми
- Венди Крюсон — доктор Фишман
- Диллон Кэйси — Алекс
- Рэйчел Скарстен — Роуз
- Кристина Пешич — Элиза
- Бриттни Ирвин — Лена
- Джинэнн Гуссен — Соня
- Ким Робертс — Барбара
- Татьяна Маслани — Лили

## Прототип
Основой фильма послужила реальная история Кима Карпентера и его жены Крикетт, которые попали в ту аварию через 10 недель после своей свадьбы. Крикетт забыла последние 18 месяцев (которые включали в себя и отношения с мужем) и так никогда и не вспомнила их. Хотя супруги смогли восстановить отношения и завести детей, в 2018 году Ким признался в измене, и пара развелась 

## Критика
Фильм получил смешанные отзывы кинокритиков. На сайте Rotten Tomatoes фильм имеет рейтинг 31 % на основе 130 рецензий со средним баллом 5 из 10. На сайте Metacritic фильм имеет оценку 43 из 100 на основе 28 рецензий критиков, что соответствует статусу «смешанные или средние отзывы».